# Суперэтнос
Суперэ́тнос (лат. super  – сверх + греч. ἔθνος – народ) — термин введённый Львом Гумилёвым (доктором исторических и географических наук), в его пассионарной теории этногенеза  этническая система, высшее звено этнической иерархии, состоящая из нескольких этносов, возникших одновременно в одном ландшафтном регионе, взаимосвязанных экономическим, идеологическим и политическим общением, и проявляющиеся в истории как мозаичная целостность.
Термин введён Л. Н. Гумилёвым.

## Описание термина
Лев Гумилёв по поводу суперэтноса писал: «Подобно этносу, суперэтнос в лице своих представителей противопоставляет себя всем прочим суперэтносам, но, в отличие от этноса, суперэтнос не способен к дивергенции. Суперэтнос определяется не размером, не мощью, а исключительно степенью межэтнической близости».
Антропосфера имеет сложную иерархическую структуру, в которой можно выделить ряд уровней: суперэтносы, этносы, субэтносы, конвиксии и консорции. Верхний уровень - суперэтносы, объединяющие совокупность этносов и представляющие собой географо-социальный объект, для которого используется также термин цивилизация, подчёркивающий культурную общность его составных частей. Всего на планете насчитывается около десятка суперэтносов, в частности Западная Европа, Китай, Индия, Россия, мусульманский мир. Суперэтносом называется общность масштаба многих государств, объединённая общей идеологией, стереотипами поведения, чувством комплиментарности — и противопоставляющая себя другим подобным объединениям.
Суперэтнос есть результат распространения пассионарности в пространстве и времени из очага этногенеза, возникающего в результате внешнего природного воздействия на проживающее в нём население.  
В результате экспансии суперэтноса в инкубационный период происходит формирование праязыка, затем этот праязык стремительно распространяется на обширных территориях. При этом остальные этнолингвистические единицы, оказавшиеся в зоне его экспансии ассимилируются, оттесняются или уничтожаются. Происходит резкая смена этнического состояния.

## Примеры суперэтносов в истории (по Л. Н. Гумилёву)
- Индия
- Китай
- Византийский суперэтнос
- Мусульманский (Исламский, Арабский) суперэтнос
- Христианский (Западноевропейский) суперэтнос
- Тюркский суперэтнос
- Славянский суперэтнос
- Восточнославянский суперэтнос
- Американский народ можно отнести к категории суперэтносов. Среди политологов и общественных деятелей нет единого мнения относительно понятия суперэтноса[1].